# Bundesstraße 451
Die Bundesstraße 451 (Abkürzung: B 451) ist eine deutsche Bundesstraße im nördlichen Hessen im Raum Kassel.

## Geschichte

### Ursprung

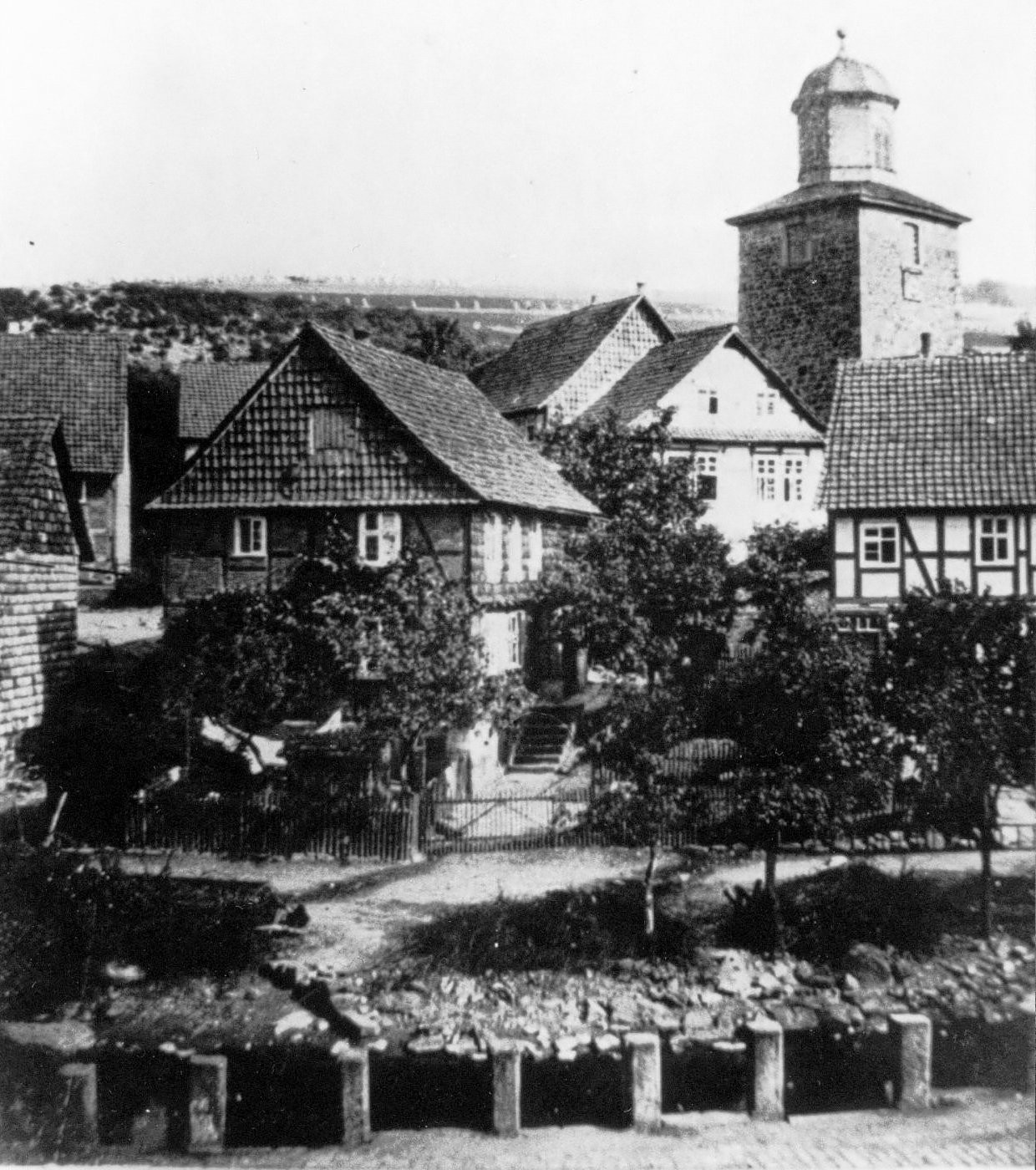
Ortslage Trubenhausens, Abgrenzung der L 3238 zur Gelster mittels massiver, gestockter Sandsteinquader

Die Landwege von Witzenhausen nach Helsa und Walburg sind alte Handelsstraßen, die dem Export von Salz aus Bad Sooden-Allendorf, Braunkohle vom Hohen Meißner und dem Hirschberg, Flachs und Leinen aus den Anliegerdörfern, Glas, Alaun und Ton aus Großalmerode und Epterode (Tonstadt Großalmerode) dienten. Der Schnittpunkt beider Landesstraßen lag in der Gemarkung Trubenhausen. Gleichzeitig waren die L 3238 von Witzenhausen bis Trubenhausen und die L 3239 von Trubenhausen nach Helsa Teil einer alten Heerstraße, die auch Kaiser Wilhelm II. und seiner Gattin Auguste Viktoria beim jährlichen Besuch ihrer Sommerresidenz Schloss Wilhelmshöhe in Kassel, von Berlin kommend, nutzten.

### Frühere Strecken und Bezeichnungen

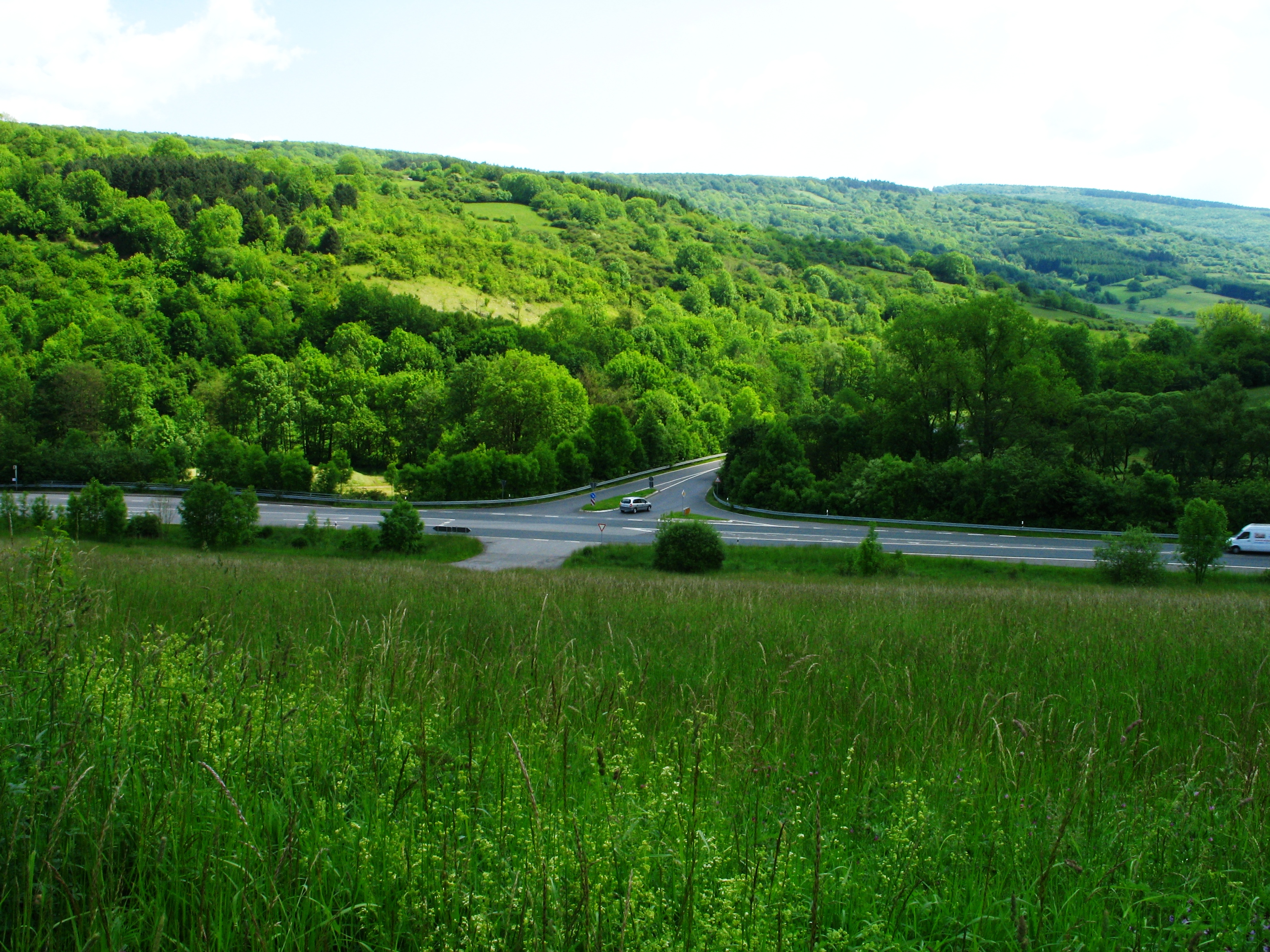
Neugestalteter Anschluss der Landesstraße 3238 an die B 451. Bildvordergrund: Ortslage „Rotes Gewende“

Die Bundesstraße 451 entstand am 1. Januar 1961 aus den bisherigen Landesstraßen 1. Ordnung, L 3238 Witzenhausen – Walburg und L 3239 Bad Sooden-Allendorf – Helsa. Das Bundesland Hessen wollte die Straßenträgerschaft an den Bund abgeben, um sich finanziell zu entlasten. Umgekehrt sandte die junge Republik entsprechende Signale aus, denn es lag ihr daran, den Staat vorzuzeigen und sich zu profilieren. So kam es, dass am 1. Januar 1961 die offizielle Geburtsstunde der Bundesstraße 451 als wichtige regionale Querverbindung der damaligen Kreisstadt Witzenhausen zum Oberzentrum Kassel in eine Bundesstraße hochgestuft und umgewidmet wurde.

### Ersetzungen
Mit Bundesmitteln erfolgte 1967/68 der Ausbau der B 451 vom Querenberg bei Großalmerode bis Helsa-Wickenrode.
Anno 1977 wurde die Trasse ab der Ortslage Trubenhausen nach Süden und der Schwenk nach Westen mit Anbindung an die L 3238 (Verbindung zur B 7 nach Walburg) grundlegend verändert. Der neue, rund 1200 m lange Abschnitt umfährt eine hügelige, verwehungsgefährdete Ortslage „Rotes Gewende“ talseitig und entschärft die Gefahrenlage in diesem Bereich deutlich. Durch den Neubau der Stahlbetonbrücke trifft Landesstraße 3238 von Walburg kommend nun senkrecht auf die B 451.
1978/79 wurde der Stadtkern Witzenhausens in eine Fußgängerzone umgestaltet. Die Durchfahrt Brückenstraße–Marktplatz entfiel. Gleichzeitig wurde innerhalb der Stadt Witzenhausen das linke Werraufer vor und hinter der Werrabrücke sowie die schmale Stubenstraße in eine Einbahnstraße umgestaltet und fortan als B 451 eingerichtet. Am nördlichen Stadteingang erfolgte ein großzügiger Aus- und Umbau, bei der der Gelster ein neues Bett gegeben wurde.
Am 14. Oktober 1991 wurde mit umfangreichen Baumaßnahmen in der Ortslage Trubenhausens begonnen, die am 2. Dezember 1994 mit der Freigabe einer Teilumgehung in der Ortslage Trubenhausens beendet wurde.
1998/99 wurde die Kasseler Straße in Großalmerode ab dem Marktplatz zum westlichen Stadtausgang durch breitere Gehwege und Parkstreifen grundlegend neu gestaltet und die Fahrbahnbreite sichtlich eingeengt.
2004/2005 wurde der Bereich Erbsmühle – Querenberg neu hergerichtet und im Talgrund der Schwarzen Gelster bei der Erbsmühle mit einer neuen Stahlbetonbrücke auch merklich angehoben.

## Straßenverlauf

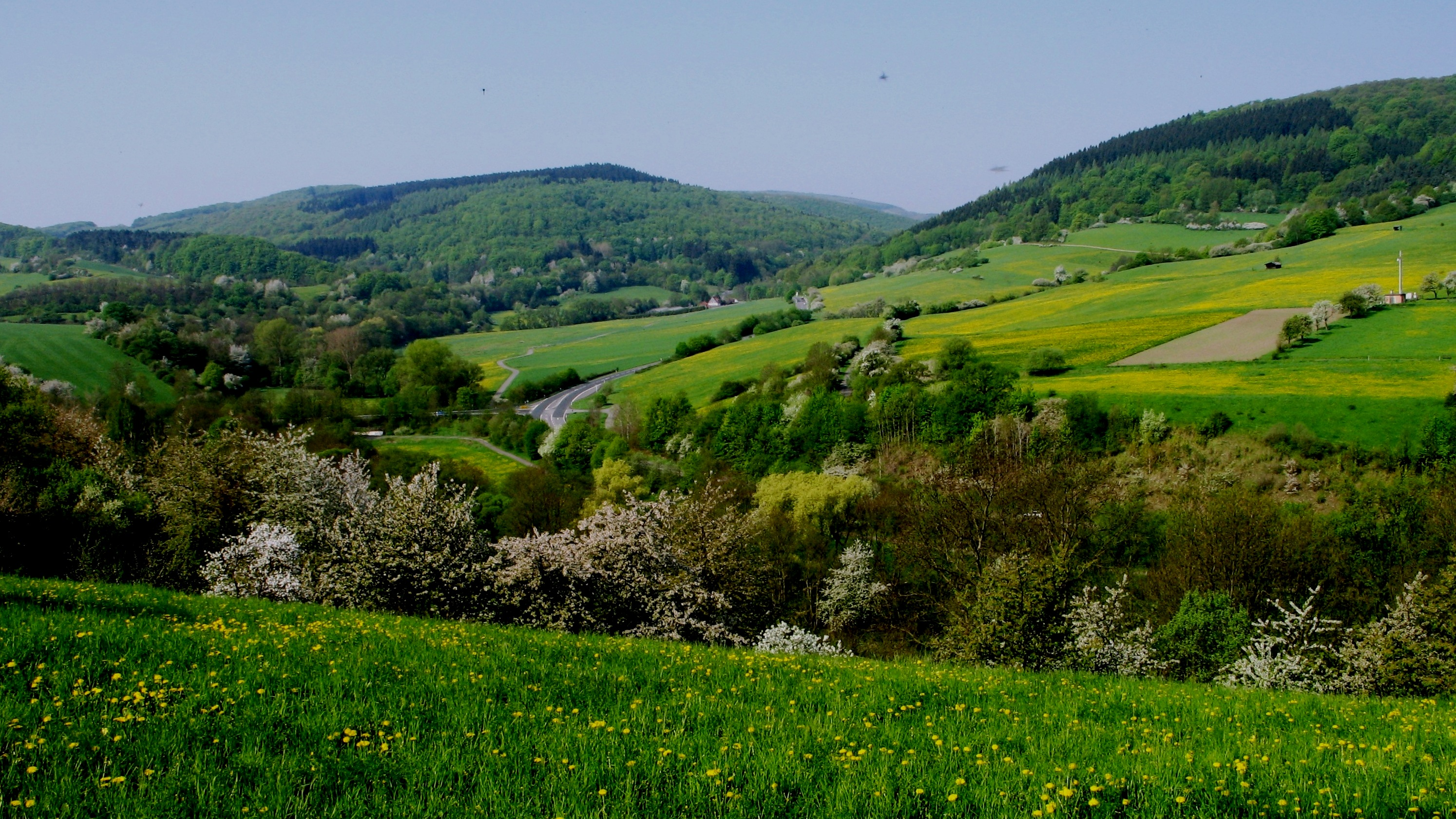
Charakteristische Einbettung der B 451 im Gelstertal

Die Bundesstraße 451 beginnt mit Straßenkilometer 0,00 in Witzenhausen am Anschluss zur Bundesstraße 80. Dies ist gleichzeitig der tiefste Punkt, bei 134,25 m NN. Sie führt von dort über die Werrabrücke und ehemals weiter mitten durch die Stadt über die Brückenstraße, Marktplatz, Walburger Straße nach Süden ins Gelstertal. Bedingt durch die Umstellung der Brückenstraße und des Marktplatzes in eine Fußgängerzone Ende der 1970er Jahre, wurde die Trasse auf eine Länge von ca. 500 m entlang der Werra verlegt, um dann über die Schützenstraße, Hinter den Teichhöfen auf die Walburger Straße zu münden und sich wie bisher im Gelstertal fortzusetzen. Parallel zur Gelster begleitet sie diese im Talgrund bei mäßiger Steigung über die Orte Hundelshausen und Trubenhausen genau 11 km in Südrichtung bis zum Abzweig zur Landesstraße 3238. Hier schwenkt sie nach Westen und erklimmt mit deutlicher Steigung den Querenberg.

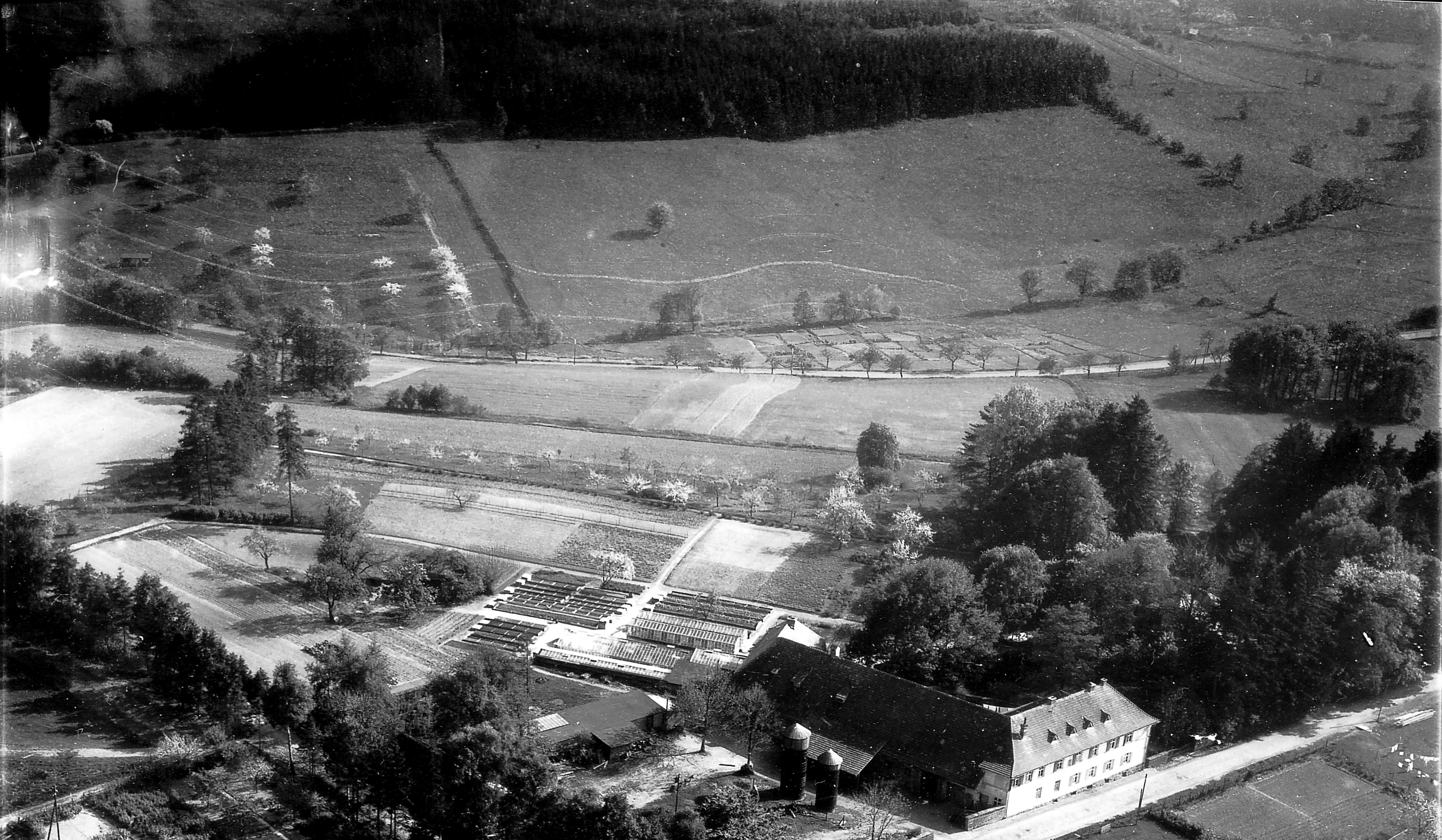
Historische Aufnahme im Bereich des Gutes Giesenhagen/Pfaffenberg

Es folgt eine maßvoll ansteigende Strecke bis zum Marktplatz des Städtchens Großalmerode, anschließend eine Steilstrecke über etwa zwei Kilometer zum Pfaffenberg, auf dem sie mit 445,1 m NN ihren Zenit erreicht. Später folgt ein für schwere Lkw nicht ganz gefahrloses Gefälle ins Zentrum des Ortes Wickenrode. Weiter geht es mit mäßiger Neigung mäandernd nach Helsa. Dort, bei Straßenkilometer 21,8 endet die B 451, durch eine Ampelanlage abgesichert, an der B 7. Die NN-Höhe beträgt am End etwa 263 m.
Die Bundesstraße 451 ist regional eine bedeutende Verbindung zwischen den Bundesstraßen 80 und 7 und auf gesamter Länge gut ausgebaut. Außerdem ist sie Teil der Deutschen Märchenstraße und speziell hier der Frau-Holle-Route, die von Kassel über das Werra-Meißner-Gebiet bis nach Höxter führt.

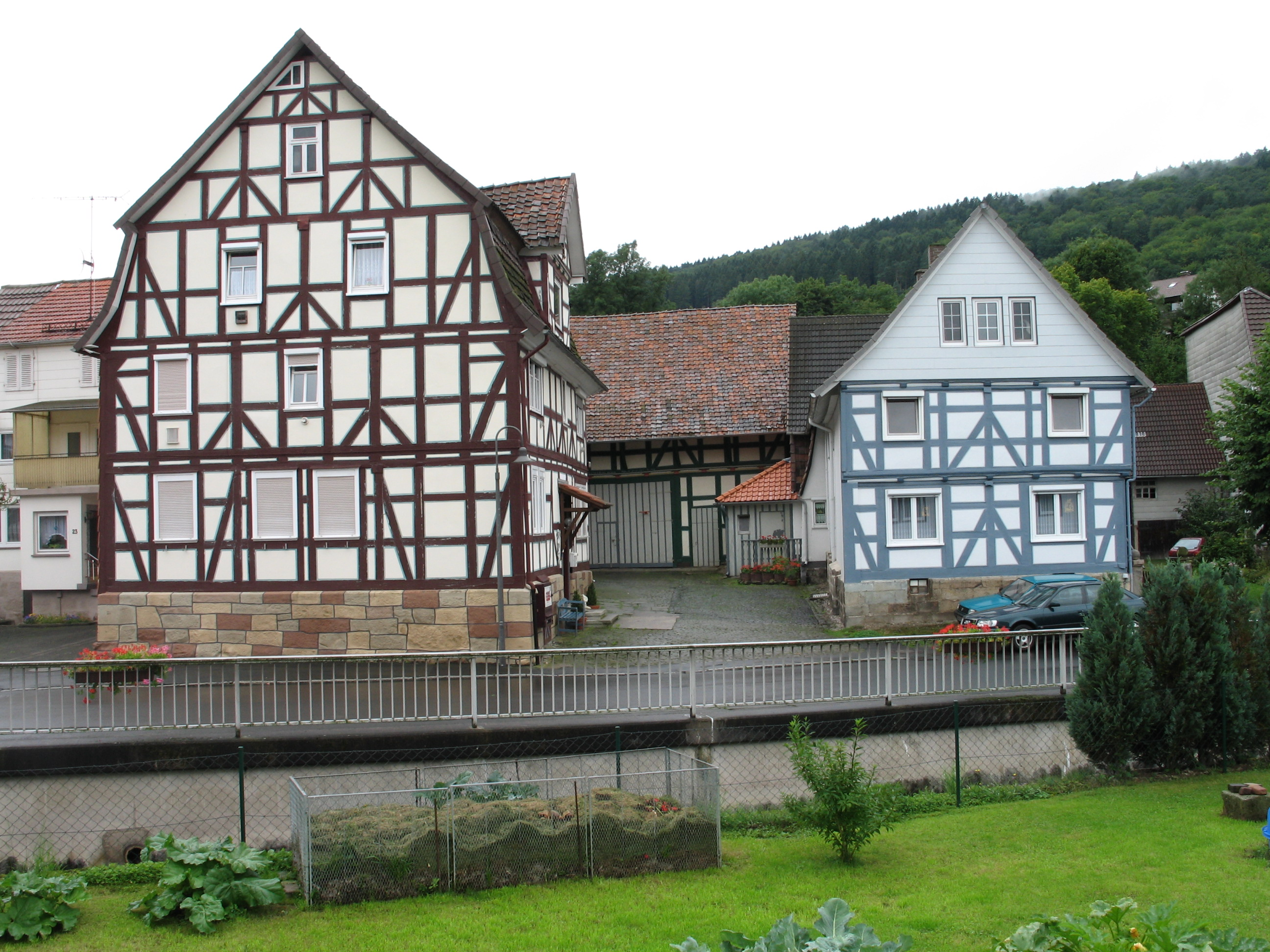
Fachwerkhäuser in Trubenhausen an der B 451

| Querung         | Art         | Objekt         | Ort / Lage   | Sichtbarkeit |
| --------------- | ----------- | -------------- | ------------ | ------------ |
| Werra           | Fluss       | Brücke         | Witzenhausen | deutlich     |
| Dohrenbach      | Bach        | Durchlass      | Feldflur     | kaum         |
| Fahrenbach      | Bach        | Durchlass      | Feldflur     | kaum         |
| Mühlgraben      | Gewässer    | Durchlass      | Trubenhausen | kaum         |
| Welsebach       | Bach        | Verrohrung     | Trubenhausen | nein         |
| Wusbach         | Bach        | Verrohrung     | Feldflur     | nein         |
| Gelster         | kl. Fluss   | Brücke         | Erbsmühle    | deutlich     |
| Bahnlinie       | stillgelegt | Viadukt        | Querenberg   | deutlich     |
| Faulbach        | Bach        | Verrohrung     | Großalmerode | nein         |
| Gelster         | kl. Fluss   | Verrohrung     | Großalmerode | nein         |
| Gewässer        | Bach        | Verrohrung     | Wickenrode   | nein         |
| Lautenbach      | Bach        | Durchlass      | Helsa        | kaum         |
| Losse           | kl. Fluss   | Brücke         | Helsa        | deutlich     |
| Nahverkehrsbahn | Bahnkörper  | Lichtschranken | Helsa        | deutlich     |